# UDF 423
Pour les articles homonymes, voir UDF.
UDF 423 est l'identifiant d'une lointaine galaxie spirale du champ ultra-profond de Hubble (CUPH). Avec une magnitude apparente de 20, UDF 423 est l'une des plus brillantes galaxies du CUPH également l'une des galaxies avec la plus grande taille apparente .

## Distance

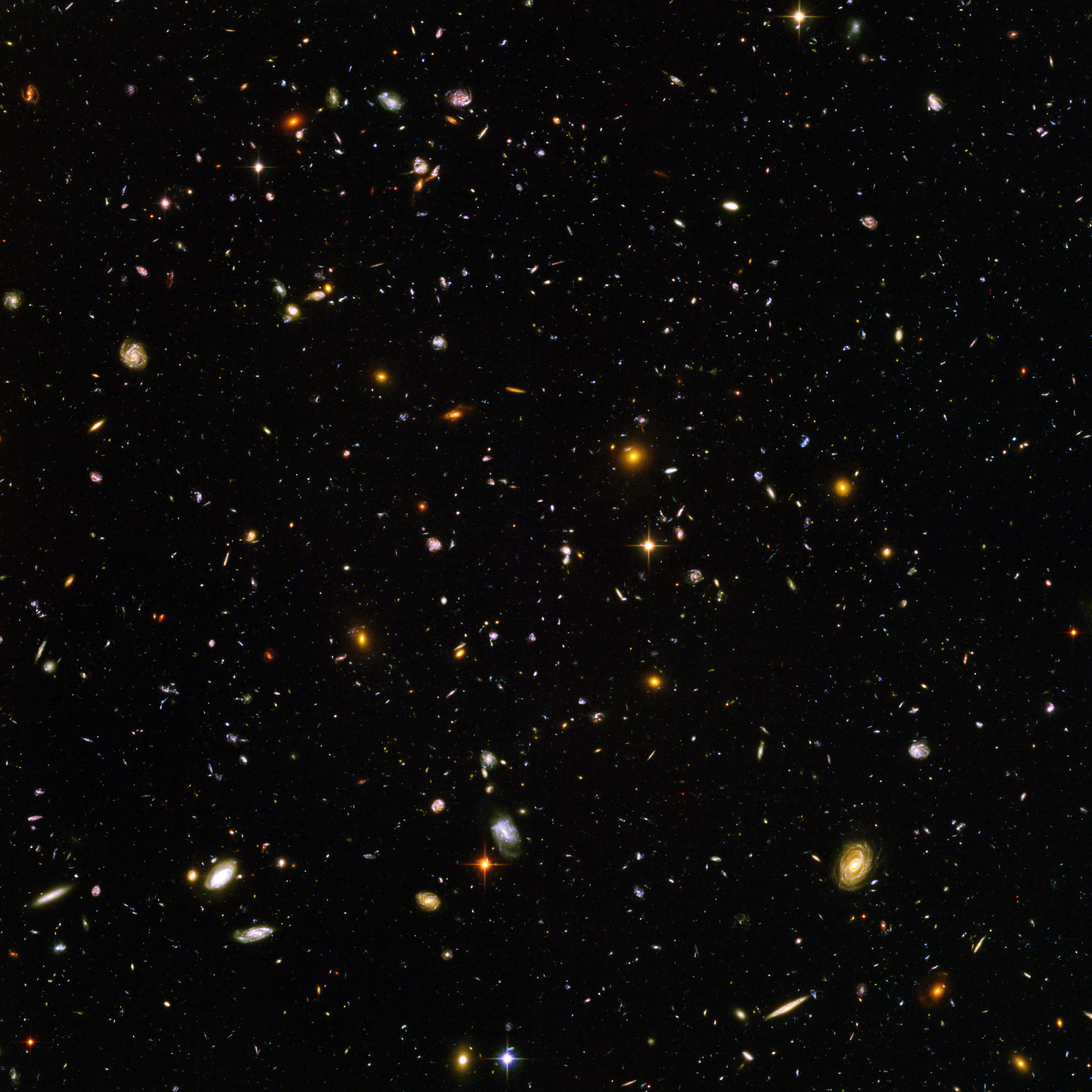
Champ ultra-profond de Hubble. UDF 423 est située dans le quadrant inférieur droit de l'image.

La distance d'une lointaine galaxie dépend de la définition choisie. Avec un redshift de 1, la lumière de cette galaxie a mis environ 7,7 milliards d'années pour atteindre la Terre. Cependant, comme cette galaxie s'éloigne de la Terre, la distance comobile actuelle est estimée à environ 10 milliards d'années-lumière. Hubble observe cette galaxie comme elle était lorsque l'Univers avait environ 5,9 milliards d'années.